# Jim Avignon
Vous pouvez aider à l'améliorer ou bien discuter des problèmes sur sa page de discussion.
- Il ne s’appuie pas, ou pas assez, sur des sources secondaires ou tertiaires. (Marqué depuis novembre 2013)
- La traduction est incomplète. (Marqué depuis novembre 2013)

- Archive Wikiwix
- Bing
- Cairn
- DuckDuckGo
- E. Universalis
- Gallica
- Google
- G. Books
- G. News
- G. Scholar
- Persée
- Qwant
- (zh) Baidu
- (ru) Yandex
- (wd) trouver des œuvres sur Wikidata

Pour les articles homonymes, voir Avignon (homonymie) et Reisz.
Jim Avignon né Christian Reisz le 24 décembre 1966 à Munich est un artiste pop allemand,, qui pratique en particulier le street art et la musique sous le nom de « neoangin ».
Il a exercé son art à travers le monde mais a notamment fait partie des peintres de l'East side gallery sur le Mur de Berlin. En 2013, il a illégalement recouvert sa section par une autre peinture.